# Philippinen-Moosmäuse
Die Philippinen-Moosmäuse (Bullimus) sind eine Nagetiergattung aus der Gruppe der Altweltmäuse (Murinae). Die Gattung umfasst vier Arten.
Es sind große, rattenähnliche Tiere. Die Kopfrumpflänge beträgt 24 bis 30 Zentimeter, der Schwanz misst zusätzlich 20 bis 24 Zentimeter. Ihr Fell ist am Rücken bräunlich und am Bauch hellgrau oder weiß gefärbt. Der Körperbau ist stämmig, die Schnauze ist langgestreckt, der Schwanz ist relativ kurz.
Philippinen-Moosmäuse sind auf den Philippinen beheimatet, ihr Lebensraum sind mit dichtem Unterholz bestandene Wälder und Buschländer. Sie sind Bodenbewohner, die unter Pflanzendickichten Erdbaue anlegen. Ansonsten ist über ihre Lebensweise kaum etwas bekannt.
Es werden vier Arten unterschieden:
- Die Mindanao-Waldratte (Bullimus bagobus) lebt auf Samar, Leyte, Bohol und Mindanao.
- Bullimus carletoni wurde erst 2021 beschrieben und kommt endemisch auf Luzon vor.[1]
- Die Camiguin-Waldratte (Bullimus gamay) wurde erst 2002 beschrieben und ist auf Camiguin endemisch.
- Die Luzon-Waldratte (Bullimus luzonicus) kommt auf Luzon vor.

Diese Nagetiere sind relativ anpassungsfähig und darum nicht gefährdet. Einzig B. gamay wird wegen ihres kleinen Verbreitungsgebietes von der IUCN als „gefährdet“ (vulnerable) gelistet.
Systematisch werden die Philippinen-Moosmäuse in die Rattus-Gruppe eingeordnet, sind also nahe mit den Ratten verwandt.